# Rolls-Royce Avon
A Rolls-Royce Avon volt az első axiális áramlású sugárhajtómű, amelyet a brit Rolls-Royce tervezett és gyártott. Az 1950-ben bemutatott hajtómű a második világháború utáni egyik legsikeresebb hajtóműtervükké vált. Sokoldalúságát mutatja, hogy a legkülönbözőbb katonai és polgári repülőgépekben, valamint helyhez kötött és tengeri erőgépekben is alkalmazták.
Egy 2 Avonnal ellátott English Electric Canberra volt az első sugárhajtású gép, amely leszállás és légi utántöltés nélkül tette meg a távot. Szintén a 4 Avonnal felszerelt BOAC de Havilland Comet volt az első menetrend szerinti transzatlanti átrepülés sugárhajtású repülőgéppel.
Az Avon repülőgépmotor változatának gyártása 24 év után 1974-ben befejeződött., de a belőle származó ipari változat gyártása a mai napig folyik, 2015 óta pedig a Siemens végzi ezt.Jelenlegi változata, az Avon 200 egy ipari gázmeghajtású generátor, amely 15,7-16,4 MW teljesítmény leadására képes. 2011-ig 1200 darab ipari Avont adtak el, és a típus 60 000 000 órás rekordot állított fel a kategóriájában.

## Alkalmazása

### Katonai repülőgépek
- CAC Sabre
- de Havilland Sea Vixen
- English Electric Canberra
- English Electric Lightning
- Fairey Delta 2
- Hawker Hunter
- Ryan X-13 Vertijet
- Saab 32 Lansen
- J 35 Draken
- Supermarine Swift
- Supermarine Scimitar
- Vickers Valiant

### Polgári repülőgépek
- de Havilland Comet
- Sud Aviation Caravelle

## Fordítás
- Ez a szócikk részben vagy egészben  a   Rolls-Royce Avon című angol Wikipédia-szócikk ezen változatának fordításán alapul.  Az eredeti cikk szerkesztőit annak laptörténete sorolja fel. Ez a jelzés csupán a megfogalmazás eredetét és a szerzői jogokat jelzi, nem szolgál a cikkben szereplő információk forrásmegjelöléseként.